# Aya Kyogoku
Aya Kyogoku (京極あや Kyōgoku Aya?, Osaka, 21 de enero de 1981) es una directora y productora de videojuegos japonesa. Desde 2019, es la directora de Nintendo Entertainment Planning & Development, que supervisa las franquicias Animal Crossing, Splatoon y Wii Sports. Kyogoku es conocida por su trabajo en Animal Crossing, donde ha ejercido alternativamente de productora, directora y supervisora desde 2008.

## Trayectoria
Comenzó su carrera en 2000 en la compañía de videojuegos Atlus, antes de unirse a Nintendo en septiembre de 2003. Durante su paso por Atlus, trabajó como asistente de planificación para el título deSPIRIA de Dreamcast y como asistente de dirección para Wizardry: Tale of the Forsaken Land de PlayStation 2. En Nintendo, Kyogoku trabajó como guionista en The Legend of Zelda: Four Swords Adventures y The Legend of Zelda: Twilight Princess, por el que ganó un Game Developers Choice Award.
En 2008, trabajó como directora de secuencia en Animal Crossing: City Folk, donde fue responsable del guion y de todos los elementos relacionados con el comportamiento y el diálogo de los personajes no jugadores. Kyogoku e Isao Moro fueron los directores de Animal Crossing: New Leaf, la secuela de City Folk de 2012, que tras el desempeño comercial de City Folk, Kyogoku buscó "volver a las raíces de la serie". En 2015, produjo el spin-off de Animal Crossing: Happy Home Designer. En 2019, fue nombrada Directora de Nintendo Entertainment Planning & Development, el puesto que ocupaba Hisashi Nogami, antes de ser ascendido a Gerente General Adjunto. Dirigió Animal Crossing: New Horizons, el quinto título principal de la serie Animal Crossing, en 2020. Tras el éxito comercial y de la crítica de New Horizons, Kyogoku recibió atención de los medios tanto especializados en videojuegos como generalistas, siendo apodada "la estrella en ascenso y el arma secreta de Nintendo".
Como directora de Animal Crossing: New Leaf, Kyogoku se convirtió en la primera mujer en dirigir un videojuego en Nintendo. Al ser frecuentemente la única mujer en los equipos de desarrollo, Kyogoku y el productor de New Leaf, Katsuya Eguchi, contrataron a un equipo que estaba compuesto en su mitad por mujeres; también, alentó a todos los individuos del equipo de desarrollo a contribuir con ideas para el juego, independientemente de su rol en el proyecto. Kyogoku atribuye el éxito comercial de New Leaf a la diversidad del equipo. Cuando se le pidió un mensaje para las mujeres que quisieran trabajar en la industria de los videojuegos durante un Nintendo Developer Chat, Kyogoku respondió: "Si quieres, ¡únete! Estaré muy feliz si podemos trabajar juntas". Además, ha sido elogiada por ampliar el atractivo de la serie a más públicos, "más allá del típico grupo demográfico de adolescentes varones". En particular, Animal Crossing: New Horizons incluyó la visibilidad y la representación a través de mayores opciones de personalización de personajes, incluidas opciones de tono de piel y peinados neutrales en cuanto al género entre los que el jugador puede cambiar libremente, atendiendo al sentimiento de que "la sociedad está cambiando hacia la valoración de las diferentes identidades de muchas personas".

## Obra
| Year | Game                                        | Credit(s)                  |
| ---- | ------------------------------------------- | -------------------------- |
| 2000 | deSPIRIA                                    | Asistente de planificación |
| 2001 | Wizardry: Tale of the Forsaken Land         | Asistente de dirección     |
| 2004 | The Legend of Zelda: Four Swords Adventures | Guionista                  |
| 2006 | The Legend of Zelda: Twilight Princess      | Guionista                  |
| 2008 | Animal Crossing: City Folk                  | Directora de secuencia     |
| 2012 | Animal Crossing: New Leaf                   | Directora                  |
| 2013 | Animal Crossing Plaza                       | Productora                 |
| 2015 | Animal Crossing: Happy Home Designer        | Productora                 |
| 2015 | Animal Crossing: amiibo Festival            | Directora                  |
| 2016 | Animal Crossing: New Leaf - Welcome amiibo  | Productora                 |
| 2017 | Animal Crossing: Pocket Camp                | Supervisora                |
| 2020 | Animal Crossing: New Horizons               | Directora                  |